# 50e cérémonie des Tony Awards
La 50e cérémonie des Tony Awards a eu lieu le 2 juin 1996 au Majestic Theatre de Broadway et fut retransmise sur CBS. La cérémonie récompensait les productions de Broadway en cours pendant la saison 1995-1996.

## Cérémonie
La cérémonie a été présentée par Nathan Lane.

### Prestations
Le numéro d'ouverture "The Show Must Go On" fut chanté par Liza Minnelli et Bernadette Peters.
Lors de la soirée, plusieurs personnalités se sont succédé pour la présentation des prix dont Bea Arthur, Edward Albee, Christine Baranski, Harry Belafonte, Matthew Broderick, Diahann Carroll, Hume Cronyn, Nanette Fabray, Robert Goulet, Gregory Hines, Uta Hagen, James Earl Jones, John Lithgow, Liza Minnelli, Patricia Neal, Sarah Jessica Parker, Bernadette Peters, John Rubinstein, Jane Seymour, Ron Silver, Lily Tomlin, Ben Vereen, Eli Wallach, Ray Walston, Andrew Lloyd Webber.
Plusieurs spectacles musicaux présentèrent quelques numéros en live :
- Le Forum en folie ("Comedy Tonight" - Nathan Lane et la troupe);
- Le Roi et moi ("Shall We Dance?" - Lou Diamond Phillips, Donna Murphy et les enfants) ;
- Bring in 'da Noise, Bring in 'da Funk ("Taxi"/"Bring in 'da Noise, Bring in 'da Funk" - Savion Glover, Ann Duquesnay, Jeffrey Wright et la troupe) ;
- Big ("Fun" - Daniel Jenkins et la troupe) ;
- State Fair ("All I Owe I-Oh-Way"-John Davidson, Andrea McArdle et la troupe) ;
- Rent ("Seasons of Love"/"La Vie Boheme" - Anthony Rapp, Taye Diggs, Adam Pascal, Idina Menzel et la troupe) ;
- Chronique d'une mort annoncée ;
- Swinging on a Star ("Swinging on a Star" - la troupe).

## Palmarès
| Meilleure pièce | Meilleure comédie musicale |
| --- | --- |
| - Master Class – Terrence McNally - Buried Child – Sam Shepard - Racing Demon – David Hare - Seven Guitars – August Wilson | - Rent - Bring in 'da Noise/Bring in 'da Funk - Chronique d'une mort annoncée - Swinging on a Star |
| Meilleure reprise d'une pièce | Meilleure reprise d'une comédie musicale |
| - Délicate Balance - Le Songe d'une nuit d'été - Un mari idéal - Inherit the Wind | - Le Roi et moi - Le Forum en folie - Company - Hello, Dolly! |
| Meilleur acteur dans une pièce | Meilleure actrice dans une pièce |
| - George Grizzard – Délicate Balance dans le rôle de Tobias - Philip Bosco – Moon Over Buffalo dans le rôle de George Hay - George C. Scott – Inherit the Wind dans le rôle de Henry Drummond - Martin Shaw – Un mari idéal dans le rôle de Lord Goring                       | - Zoe Caldwell – Master Class dans le rôle de Maria Callas - Carol Burnett – Moon Over Buffalo dans le rôle de Charlotte Hay - Rosemary Harris – Délicate Balance dans le rôle d'Agnes - Elaine Stritch – Délicate Balance dans le rôle de Claire |
| Meilleur acteur dans une comédie musicale | Meilleure actrice dans une comédie musicale |
| - Nathan Lane – Le Forum en folie dans le rôle de Pseudolus - Savion Glover – Bring in 'da Noise, Bring in 'da Funk dans le rôle de 'da Beat/Lil' Dahlin' - Adam Pascal – Rent dans le rôle de Roger Davis - Lou Diamond Phillips – Le Roi et moi dans le rôle du roi de Siam | - Donna Murphy – Le Roi et moi dans le rôle d'Anna Leonowens - Crista Moore – Big: the musical dans le rôle de Susan Lawrence - Daphne Rubin-Vega – Rent dans le rôle de Mimi Marquez - Julie Andrews – Victor Victoria (nomination déclinée) dans le rôle de Victoria Grant                                                                                      |
| Meilleur acteur de second rôle dans une pièce | Meilleure actrice de second rôle dans une pièce |
| - Ruben Santiago-Hudson – Seven Guitars dans le rôle de Canewell - James Gammon – Buried Child dans le rôle de Dodge - Roger Robinson – Seven Guitars dans le rôle d'Hedley - Reg Rogers – Holiday dans le rôle de Ned Seton                                                  | - Audra McDonald – Master Class dans le rôle de Sharon Graham - Viola Davis – Seven Guitars dans le rôle de Vera - Michele Shay – Seven Guitars dans le rôle de Louise - Lois Smith – Buried Child dans le rôle d'Halie |
| Meilleur acteur de second rôle dans une comédie musicale | Meilleure actrice de second rôle dans une comédie musicale |
| - Wilson Jermaine Heredia – Rent dans le rôle d'Angel Dumott Schunard - Lewis J. Stadlen – Le Forum en folie dans le rôle de Senex - Brett Tabisel – Big: the musical dans le rôle de Billy - Scott Wise – State Fair dans le rôle de Pat Gilbert                             | - Ann Duquesnay – Bring in 'Da Noise, Bring in 'Da Funk dans le rôle de 'da Singer/La chanteuse - Joohee Choi – Le Roi et moi dans le rôle de Tuptim - Veanne Cox – Company dans le rôle d'Amy - Idina Menzel – Rent dans le rôle de Maureen Johnson |
| Meilleur livret de comédie musicale | Meilleure partition originale |
| - Jonathan Larson – Rent - John Weidman – Big: the musical - Reg E. Gaines – Bring in 'Da Noise, Bring in 'Da Funk - Graciela Daniele, Jim Lewis et Michael John LaChiusa – Chronique d'une mort annoncée                                                                     | - Rent – Jonathan Larson (musique et paroles) - Big: the musical – David Shire (musique) et Richard Maltby, Jr. (paroles) - Bring in 'da Noise/Bring in 'da Funk – Daryl Waters et Zane Mark (musique), Ann Duquesnay (musique et paroles), George C. Wolfe et Reg E. Gaines (paroles) - State Fair – Richard Rodgers (musique) et Oscar Hammerstein II (paroles) |
| Meilleurs décors | Meilleurs costumes |
| - Brian Thomson – Le Roi et moi - John Lee Beatty – Délicate Balance - Scott Bradley – Seven Guitars - Anthony Ward – Le Songe d'une nuit d'été | - Roger Kirk – Le Roi et moi - Jane Greenwood – Délicate Balance - Allison Reeds – Buried Child - Paul Tazewell – Bring in 'da Noise/Bring in 'da Funk |
| Meilleures lumières | Meilleure orchestration |
| - Jules Fisher et Peggy Eisenhauer – Bring in 'da Noise/Bring in 'da Funk - Christopher Akerlind – Seven Guitars - Blake Burba – Rent - Nigel Levings – Le Roi et moi | - Savion Glover – Bring in 'da Noise/Bring in 'da Funk - Graciela Daniele – Chronique d'une mort annoncée - Susan Stroman – Big: the musical - Marlies Yearby – Rent |
| Meilleure mise en scène pour une pièce | Meilleure mise en scène pour une comédie musicale |
| - Gerald Gutierrez – Délicate Balance - Peter Hall – Un mari idéal - Lloyd Richards – Seven Guitars - Gary Sinise – Buried Child | - George C. Wolfe – Bring in 'Da Noise, Bring in 'Da Funk - Michael Greif – Rent - Christopher Renshaw – Le Roi et moi - Jerry Zaks – Le Forum en folie |

## Autres récompenses
Le Regional Theatre Tony Award a été décerné à Alley Theatre, Houston, Texas.